# Финале Купа Србије у фудбалу 2020.
Финале Купа Србије 2020. године је био последњи меч у Купу Србије за сезону 2019/20. и последњи такмичарски меч ове сезоне у Србији. Ово је било 14. финале Купа Србије откако је Србија постала самостална држава, а организовао га је Фудбалски савез Србије.
На седници Одбора за хитна питања ФС Србије, која је одржана у уторак 16. јуна 2020, донета је одлука да град домаћин финалне утакмице Купа Србије за сезону 2019/20.  буде Ниш. Утакмица је одиграна на Градском стадиону 24. јуна. Жребом је одлучено да номинални домаћин буде Војводина. Главни судија на утакмици је био Данило Грујић из Ниша.
Након регуларних 90. минута резултат је био 2 : 2. Уследили су продужеци у којима није било голова, па се приступило извођењу једанестераца. Војводина је славила након једеанестераца, па је тако освојила свој други куп у историји.
Директан пренос утакмице реализовала је телевизија Арена спорт, а утакмицу је још директно преносила и ТВ Б92.

## Пут до финала

### Војводина
У шеснаестини финала Војводина је 25. септембра 2019. гостовала прволигашу Златибору у Чајетини. Резултат на Стадиону Швајцарија у Чајетини је био 1 : 4 за Војводину, а стрелци за новосадски клуб у овом мечу су били Јован Кокир, Петар Бојић, Аранђел Стојковић и Дејан Зукић. У осмини финала Војводина је 23. октобра 2019. на Стадиону Карађорђе дочекала прволигашку екипу Синђелић из Београда, и победила са 4 : 0 головима Дејана Зукића (двоструки стрелац) и Ђорђа Ђурића.
У четвртфиналу, 3. јуна 2020, Војводина је на Стадиону Карађорђе дочекала суперлигаша Младост из Лучана. Након регуларних 90. минута резултат је био 0 : 0, али је после извођења једанаестераца Војводина славила резултатом 5:4. У полуфиналу Војводина је 10. јуна 2020. гостовала суперлигашу Чукаричком на Стадиону на Бановом брду. Војводина је славила резултатом 0 : 1, а једини погодак на утакмици је постигао Немања Човић у 31. минуту.

### Партизан
У шеснаестини финала Партизан је 9. октобра 2019. гостовао зонашу Водојажи из Грошнице. Партизан је победио резултатом 0 : 6, а стрелци на Стадиону у Грошници су били Ђорђе Ивановић (постигао пет голова) и Александар Лутовац. У осмини финала Партизан је 10. марта 2020. на Стадиону ЈНА дочекао суперлигаша Спартак из Суботице и победио са 4 : 0, уз по два постигнута гола Лазара Павловића и Бојана Матића.
У четвртфиналу Партизан је 3. јуна 2020. гостовао суперлигашу Раднику у Сурдулици, и славио је резултатом 1 : 2. Двоструки стрелац за Партизан на Стадиону у Сурдулици је био Такума Асано. У полуфиналу Партизан је 10. јуна 2020. на Стадиону ЈНА савладао Црвену звезду резултатом 1 : 0. Једини стрелац за Партизан на овој утакмици је био Бибрас Натхо.

## Пред меч

### Улазнице
Од уторка 23. јуна 2020, је почела продаја улазница за утакмицу финала Купа Србије у којем се за такмичарску сезону 2019/20. састају ФК Војводина – ФК Партизан (24. јун, стадион “Чаир” у Нишу, 19.00). Улазнице су могле да се купе online преко ticketline.rs (као и на њиховим продајим местима) и на билетарницама стадиона “Чаир” од 11 до 19 часова. Цене улазница су 300 (северна и јужна трибина) и 500 (источна и западна трибина) динара.
У складу са мерама Владе Републике Србије, наредбом Министарства здравља и здравственом ситуацијом у вези са вирусом COVID – 19 у продају је пуштено 8.600 улазница.

### Историјат
Ово је девето финале Купа Србије које ће одиграти Партизан, имају седам победа (2008, 2009, 2011, 2016, 2017, 2018, 2019) и један пораз (2015). С друге стране ово је Војводини шесто финале, имају једну победу у финалима (2014) и четири пораза (2007, 2010, 2011, 2013).
Ако се гледају финала и у бившим државама, Партизан је у историји дошао до 16 пехара у Купу (1947, 1952, 1954, 1957, 1989, 1992, 1994, 1998, 2001, 2008, 2009, 2011, 2016, 2017, 2018, 2019). Војводина је седам пута догурала до финала (1951, 1997, 2007, 2010, 2011, 2013, 2014), а само једном славила, у последњем финалном обрачуну 2014.
Војводина и Партизан су пре овог меча, само једном играли у финалу Купа Србије. То је било у сезони 2010/11, када је Партизан освојио трофеј. То финале је остало упамћено по томе што су играчи Војводине напустили терен у 82. минуту, незадовољни судијским одлукама главног судије Слободана Веселиновића.

### Занимљивости
Само пет дана пре овог финала, Војводина и Партизан су се састали у последњем колу такмичарске 2019/20. у Суперлиги Србије. Утакмица је одиграна на Стадиону Карађорђе у Новом Саду, а Војводина је славила резултатом 1 : 0. Једини гол на утакмици је постигао Немања Човић у 14. минуту из једанаестерца.
Незадовољни тиме што се финале игра у Нишу, навијачка група ФК Војводина (Фирма) је одлучила да не путује на утакмицу на Стадиону Чаир.  Уместо тога, навијачи Војводине су могли да утакмицу прате на Стадиону Карађорђе у Новом Саду. Специјално за ову прилику, на Стадиону Карађорђе је био постављен велики ЛЕД екран на коме су навијачи могли да гледају директан ТВ пренос из Ниша.
Према сајту Трансфермаркт, специјализованом за цене играча, фудбалери Партизана су скупљи од фудбалера Војводине чак 23.725.000 евра. Цена Партизанових играча је 31.375.000, док су фудбалери Војводине процењени на 7.650.000 евра.

## Меч

### Службена лица
Фудбалски савез Србије је 22. јуна 2020. године именовао Данила Грујића за главног судију финала Купа. Помоћници су му Милован Ристић и Далибор Ђурђевић, док је четврти судија Новица Анђеловски. Делегат утакмице је Хаџи Иван Ђорђевић, а посматрач Мирко Симић.

### Детаљи
| Војводина                                | 2 : 2 (п. с. н.) | Партизан                             |
| ---------------------------------------- | ---------------- | ------------------------------------ |
| Вукадиновић 37’ · Бојић 55’              |                  | Стевановић 80’ · Павловић 90+6’      |
| Пенали                                   |                  |                                      |
| Стојковић · Гемовић · Деветак · Ђорђевић | 4 : 2            | Натхо · Витас · Стевановић · Здјелар |

| Војводина | Партизан |

| Правила меча: 90 минута. 30 минута продужетака у случају нерешеног резултата након 90 минута. Извођење пенала, ако је резултат нерешен и након продужетака. |

| Војводина:      |    |                    |             |
|                 |    |                    |             |
| Г               | 1  | Емил Роцков        |             |
| О               | 15 | Никола Андрић      | 88’         |
| О               | 29 | Славко Бралић      |             |
| О               | 5  | Синиша Саничанин   | 67’         |
| О               | 11 | Стефан Ђорђевић    |             |
| С               | 30 | Аранђел Стојковић  |             |
| С               | 18 | Никола Дринчић     | 90+2’       |
| С               | 7  | Немања Човић       | 81’         |
| С               | 90 | Миљан Вукадиновић  | 38’ 66’     |
| С               | 24 | Петар Бојић        | 55’ 76’ 82’ |
| Н               | 23 | Момчило Мркаић     | 55’         |
| Измене:         |    |                    |             |
| Г               | 25 | Никола Симић       |             |
| О               | 3  | Младен Деветак     | 55’         |
| О               | 41 | Лазар Стојсављевић | 82’         |
| С               | 80 | Огњен Ђуричин      |             |
| С               | 28 | Миодраг Гемовић    | 66’         |
| С               | 17 | Михајло Нешковић   |             |
| Н               | 8  | Дејан Зукић        | 81’         |
| Тренер:         |    |                    |             |
| Ненад Лалатовић |    |                    |             |

| Партизан:      |    |                    |              |
|                |    |                    |              |
| Г              | 88 | Владимир Стојковић |              |
| О              | 23 | Бојан Остојић      | 46’          |
| О              | 3  | Страхиња Павловић  | 90+6’ 118’   |
| О              | 73 | Немања Милетић     |              |
| О              | 72 | Слободан Урошевић  |              |
| С              | 19 | Александар Шћекић  | 46’          |
| С              | 16 | Саша Здјелар       |              |
| С              | 50 | Лазар Марковић     | 32’          |
| С              | 6  | Бибрас Натхо       |              |
| С              | 11 | Такума Асано       | 72’          |
| Н              | 9  | Умар Садик         |              |
| Измене:        |    |                    |              |
| Г              | 85 | Немања Стевановић  |              |
| О              | 15 | Урош Витас         | 46’ 87’      |
| О              | 31 | Рајко Брежанчић    |              |
| С              | 10 | Лазар Павловић     | 77’          |
| С              | 20 | Сејдуба Сума       | 46’ 77’      |
| С              | 80 | Филип Стевановић   | 32’ 81’ 102’ |
| Н              | 91 | Бојан Матић        | 72’          |
| Тренер:        |    |                    |              |
| Саво Милошевић |    |                    |              |

| Победник Купа Србије у фудбалу 2019/20. |
| --------------------------------------- |
|                                         |
| ФК Војводина                            |

## Кратак преглед меча
Војводина је повела преко Миљана Вукадиновића у 38. минуту. У  55. минуту Петар Бојић је повисио предност на 2 : 0. Партизан је ипак успео да изједначи и уведе утакмицу у продужетке. Прво је гол дао Филип Стевановић у 81. а потом Страхиња Павловић у шестом минуту надокнаде. Резултат је после регуларног дела и продужетака био 2:2, а Војводина је на пенале победила са 4:2. Стрелци за Војводину у пенал серији били су Аранђел Стојковић, Миодраг Гемовић, Младен Деветак и Стефан Ђорђевић. Код Партизана, прецизни са пенала су били Бибрас Натхо и Филип Стевановић док су Урош Витас и Саша Здјелар промашили.
Војводини је ово други трофеј победника националног купа у историји.